# Алберту Марсон
Алберту Марсон (порт. Alberto Marson, 24 лютого 1925 — 25 квітня 2018) — бразильський баскетболіст.
Бронзовий призер Олімпійських Ігор 1948 року.
Бронзовий призер Панамериканських ігор 1951 року.